# Nazomer

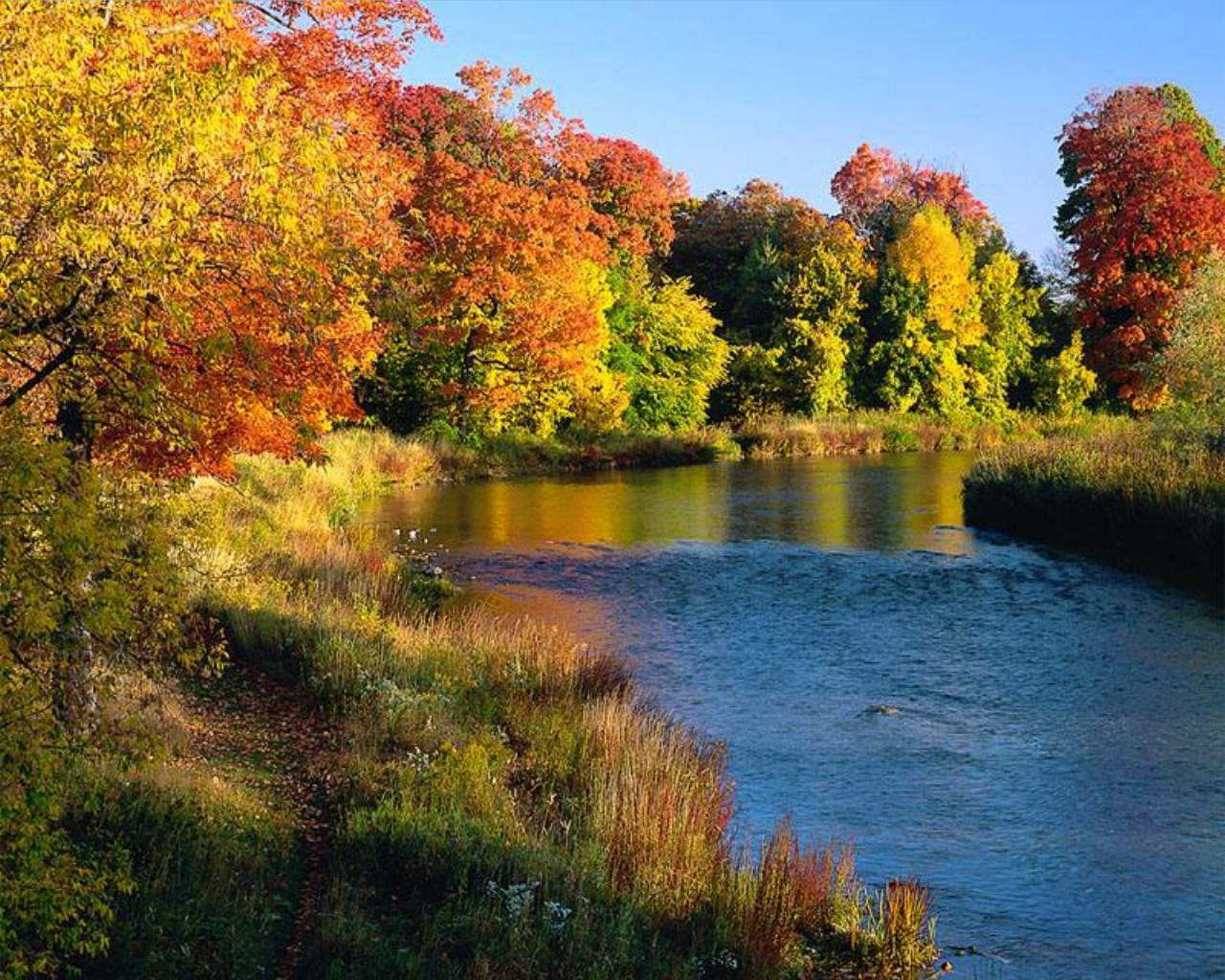
Een dag in de nazomer

De nazomer, oudewijvenzomer of sint-michielszomer (soms ook wel als Été Indien of Indian Summer aangeduid) is de periode van eind september tot half november waarin het nog zomerachtig weer kan zijn. Weliswaar daalt in deze tijd van het jaar de gemiddelde middagtemperatuur flink, maar er zijn ook regelmatig perioden die volledig aan de zomer doen denken.

## Naamgeving
De opleving van de zomer is zo opmerkelijk dat de nazomerperioden in verschillende landen eigen namen hebben gekregen.
In het Nederlands spreken we van oudewijvenzomer, naar het voorbeeld van het Duitse Altweibersommer. Een veelgehoorde verklaring is dat het begrip uit de Noordse of Germaanse mythologie, waarin noodlotsgodinnen wevend of spinnend werden voorgesteld, zou stammen. Het spinnen van deze lotsgodinnen beeldde het spinnen van de menselijke levensdraden uit. Hiervoor is geen enkele aanwijzing, niet in het minst omdat een vergelijkbare uitdrukking in de Scandinavische talen ontbreekt, terwijl de uitdrukking wel in de meeste Slavische talen (en het Hongaars) voorkomt. Ook de late verschijning van de term in de Europese talen (17-18de  eeuw) spreekt niet voor een oude oorsprong. Volgens de germanist Elmar Seebold zou Altweibersommer verwijzen naar de "tweede jeugd" van  vrouwen van middelbare leeftijd, die als voorbarig en kortstondig beschouwd werd. In sommige Duitse dialecten komt dan ook de benaming Witwensommer "weduwenzomer" voor.  Een andere verklaring is dat de spinnenwebben die in de herfststormen wapperen, doen denken aan de grijswitte haren van oude vrouwen. Vergelijkbare uitdrukkingen in het Duits met "oude vrouwen", zoals de planten alte Mägde, alte Jungfern (wolgras) met zijn witte, wolachtige vrucht, en Altweibergras (bosanemoon) met witte bloemen, zijn toespelingen hierop.
Verder wordt een zomerse periode rond 29 september ook sint-michielszomer genoemd. Minder gebruikelijk zijn kranenzomer (begin oktober), sint-gummaruszomer (rond 11 oktober) en sint-maartenszomer (rond 11 november).
De Zweden noemen mooi nazomerweer Brittsommar, naar de heilige Brigitta (8 oktober). In Tsjechië spreekt men van de Babí léto, wat ook oudewijvenzomer betekent (patroon St. Wenceslaus, gevierd op 28 september). Engeland noemt het St. Luke's little summer, sint-lucaszomer (18 oktober), Frankrijk l'été de St. Dénis (vanaf 9 oktober) en Italië noemt warmte rond midden oktober de zomer van Theresia. Duitsland kent naast de Altweibersommer (eind september) ook Allerheiligensommer (begin november) en in het noorden van Noord-Amerika staat de nazomer bekend als Indian summer of été indien. 
Rusland heeft, vergelijkbaar met de Nederlandse en Duitse benamingen, de babje ljeto, wat "(oude) vrouwenzomer" betekent. Een volksetymologische verklaring voor deze naamgeving is dat de Russische zomer maar kort zou zijn, net als het geluk dat een Russische vrouw in haar leven heeft. Maar waarschijnlijk zijn de Slavische benamingen (Russ. babje ljeto, Tsjech. Babí léto, e.d.) eerder leenvertalingen van de Duitse term, die eind 17de eeuw opgekomen is.

## Verklaring
Meteorologisch is het zomerse najaarsweer goed verklaarbaar. In deze tijd van het jaar vormt zich vaak een hogedrukgebied boven Midden-Europa. Boven West-Europa waait de wind daardoor uit zuidelijke richtingen, waarmee warme lucht uit het gebied van de Middellandse Zee wordt aangevoerd. Bovendien ontstaan boven de Atlantische Oceaan actieve depressies waarin de luchtdruk heel laag kan worden omdat de tegenstellingen in temperatuur tussen het noordpoolgebied en de tropen in het najaar groter worden. Boven de oceaan is de luchtdruk dan lager dan boven Midden-Europa, waardoor de zuidelijke wind boven West-Europa toeneemt en de aanvoer van warme lucht nog sterker wordt.
Onder zulke omstandigheden kan de temperatuur in bijvoorbeeld Nederland in september en oktober nog oplopen tot waarden tussen 20 en 25 graden. In november, als de zon al niet meer zoveel kracht heeft, wordt het daar dan 15 tot 20 graden. In extreme gevallen zijn in de afgelopen honderd jaar in het zuiden van Nederland in oktober zelfs nog tropische temperaturen gemeten van 30 graden. Zomers warm in oktober was het er voor het laatst in 2011. Op 1 en 2 oktober liep de temperatuur toen nog op naar 25 tot 27 graden. Het dagrecord voor november werd behaald op 1 november 2014 toen in Ell (Limburg) 22,0 graden werd gemeten, voor deze maand de hoogste temperatuur van de 21e eeuw. Het maandrecord voor september (sinds het begin van de regelmatige temperatuurmetingen in 1706) werd behaald in 2006, met een gemiddelde temperatuur in De Bilt van 17,9 graden tegen toen normaal 14,2 graden. Zeer warme herfstdagen werden in 1937 gemeten op 27 oktober in Maastricht: 26,2 graden en in Venlo op 4 oktober 1983.